# Jardin japonais (Kadriorg)
Le jardin japonais (estonien : Jaapani aed) est un jardin japonais  dans le  parc de  Kadriorg à Tallinn en Estonie,.

## Présentation
Le jardin, achevé en 2011, est conçu par l'architecte paysagiste japonais Masao Sone. L'harmonie entre l'eau, le relief, les grands arbres et les pierres joue un rôle dans la conception du jardin du parc Kadriorg. 
Le choix des plantes est basé sur les traditions de conception des jardins japonais et le climat estonien. 
Au printemps, les cerisiers fleurissent dans le jardin, les rhododendrons au début de l'été, les iris en été et les feuilles d'érable se colorent en automne.
L'architecte, qui s'est inspiré de la vieille ville de Tallinn, a accordé une attention particulière aux pierres. À savoir, le placement des pierres a cherché à rappeler les tours et la silhouette de la vieille ville.
Le jardin une entrée et une sortie.

## Galerie

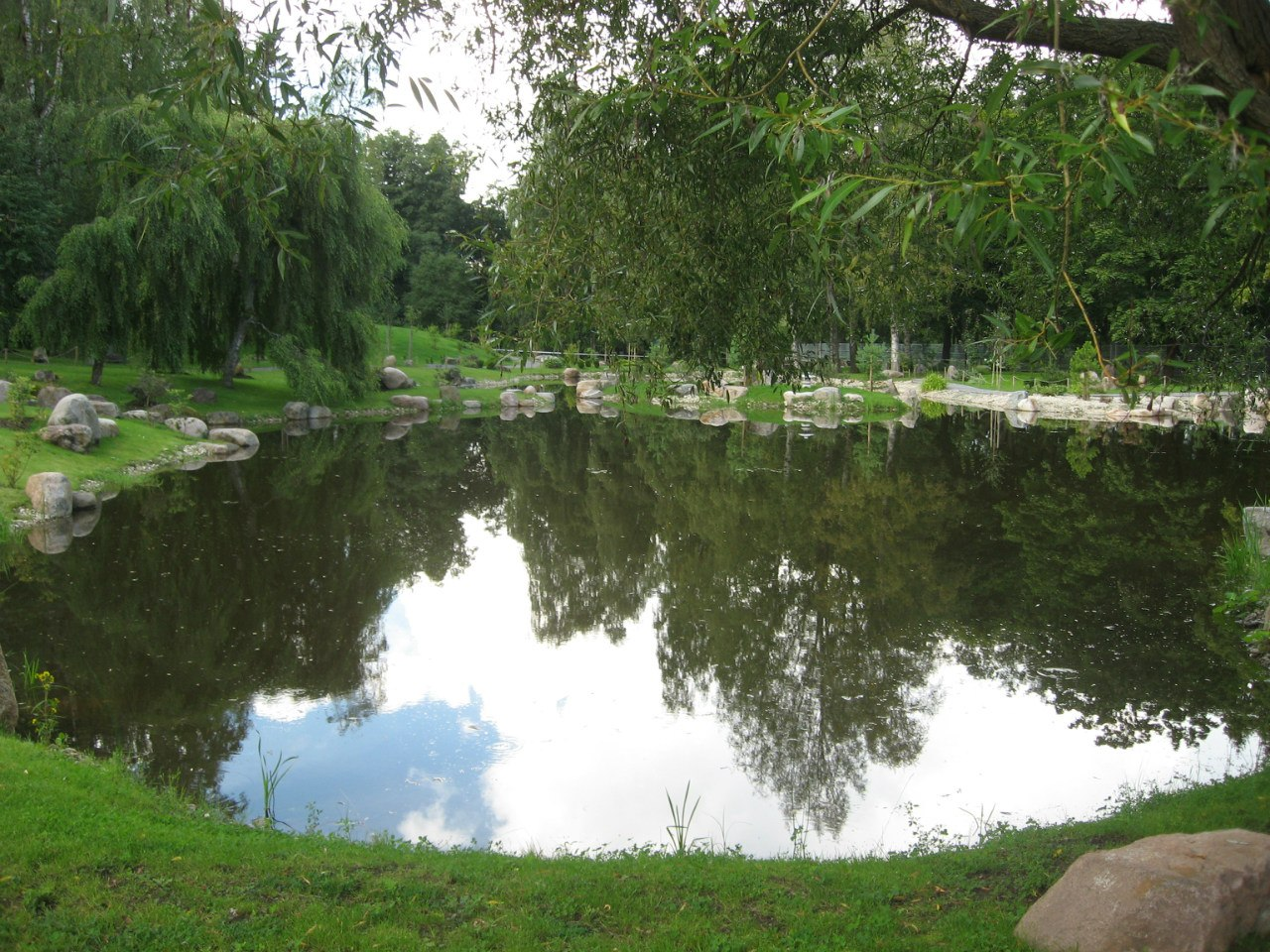
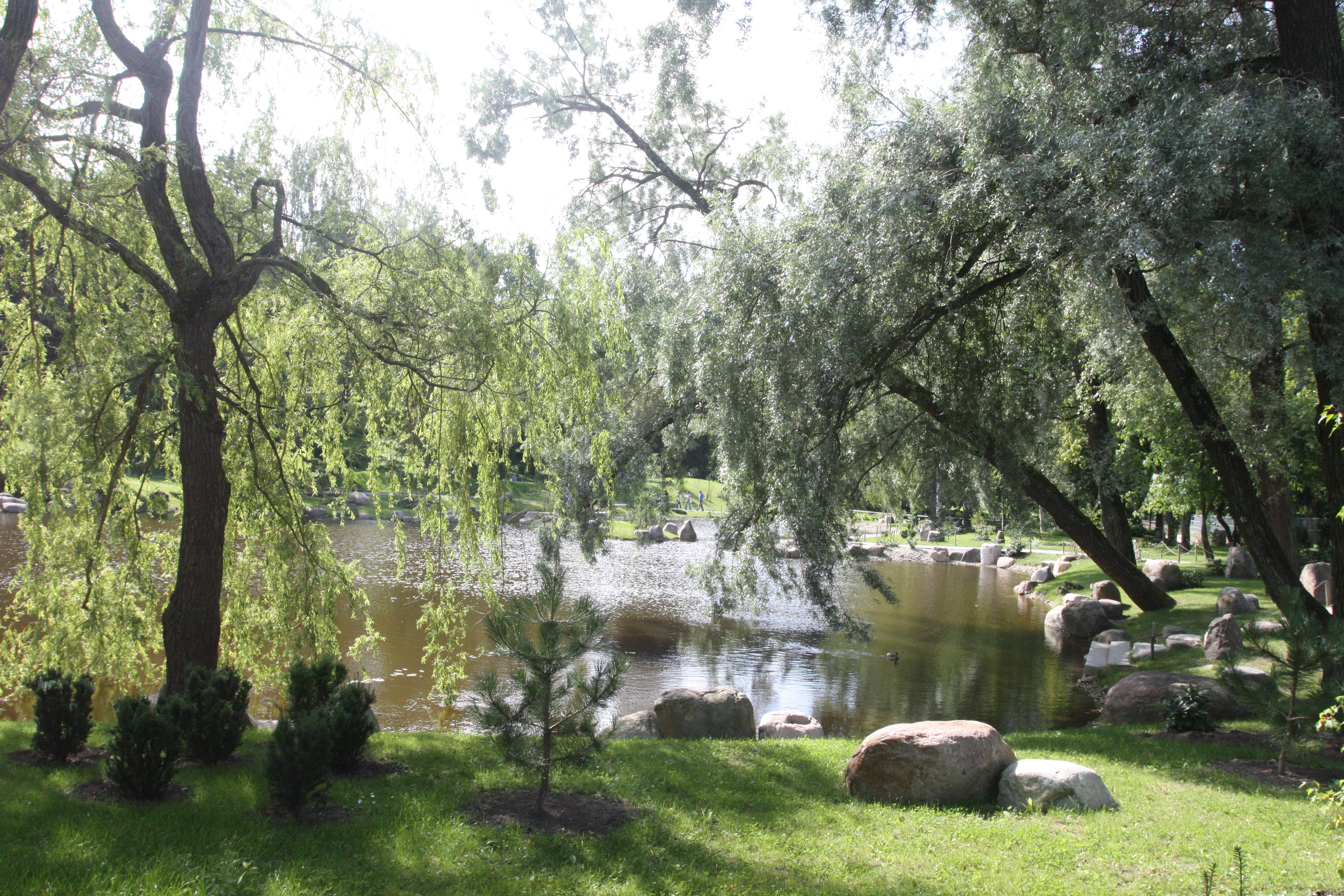
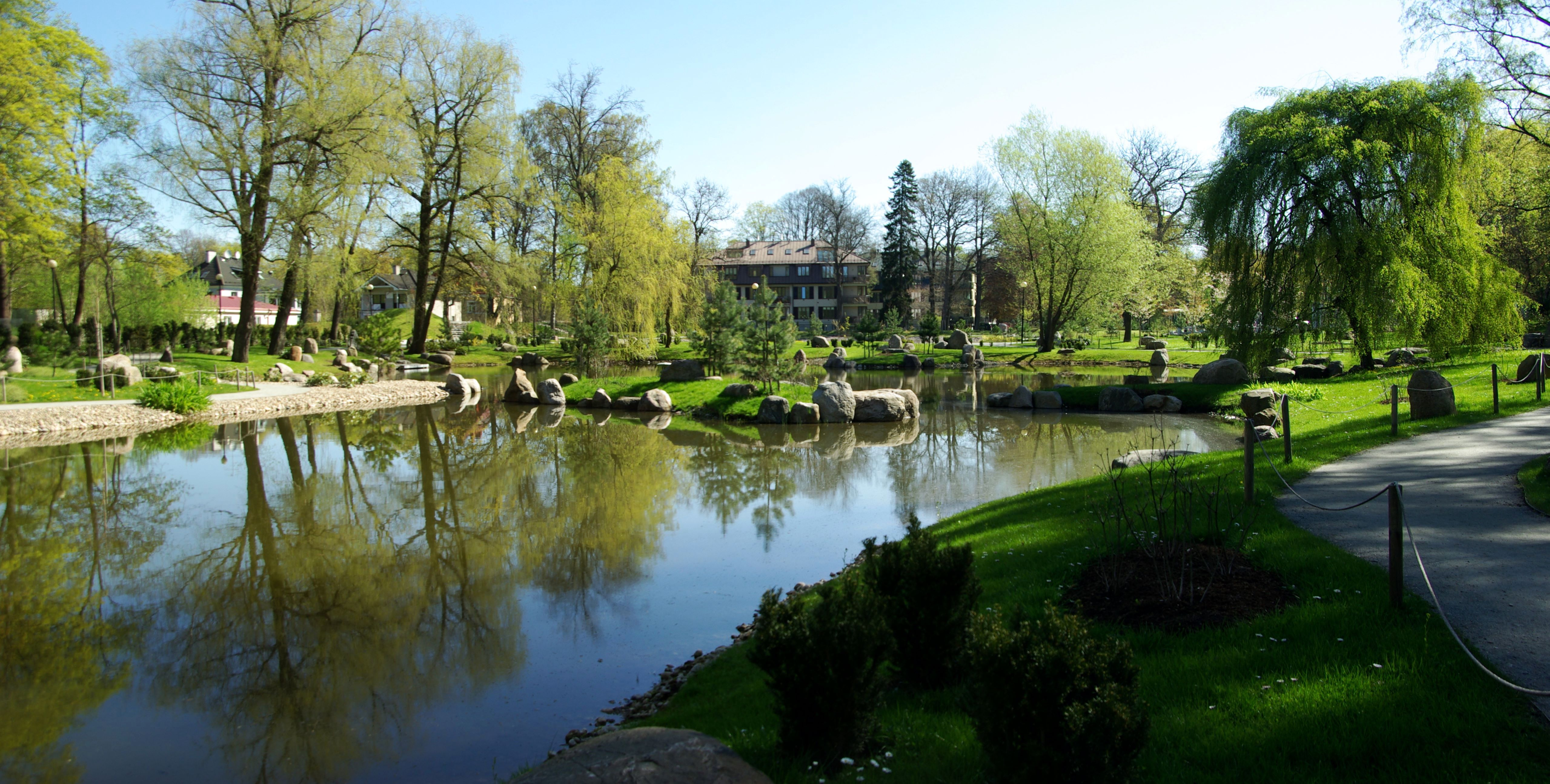

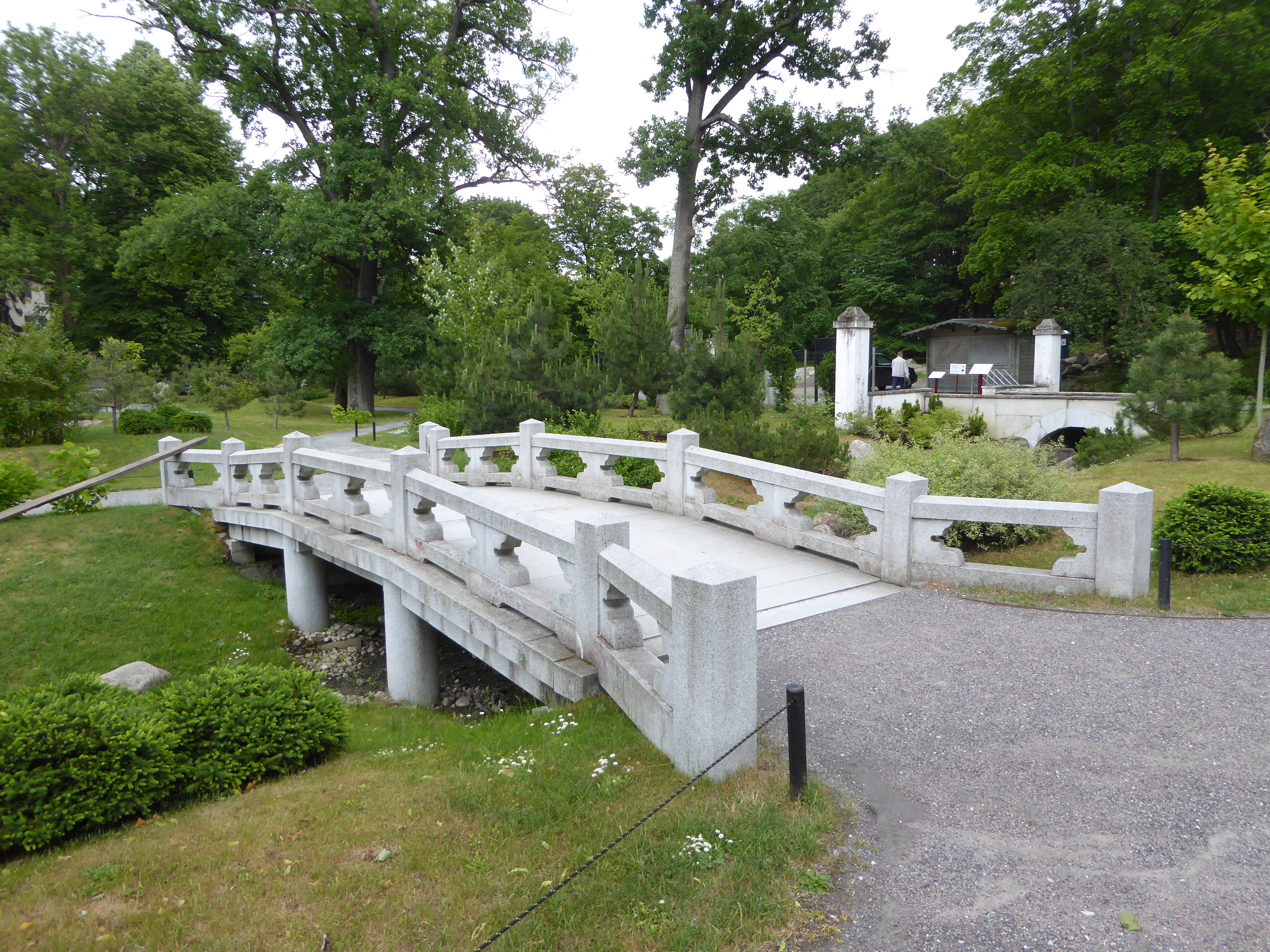
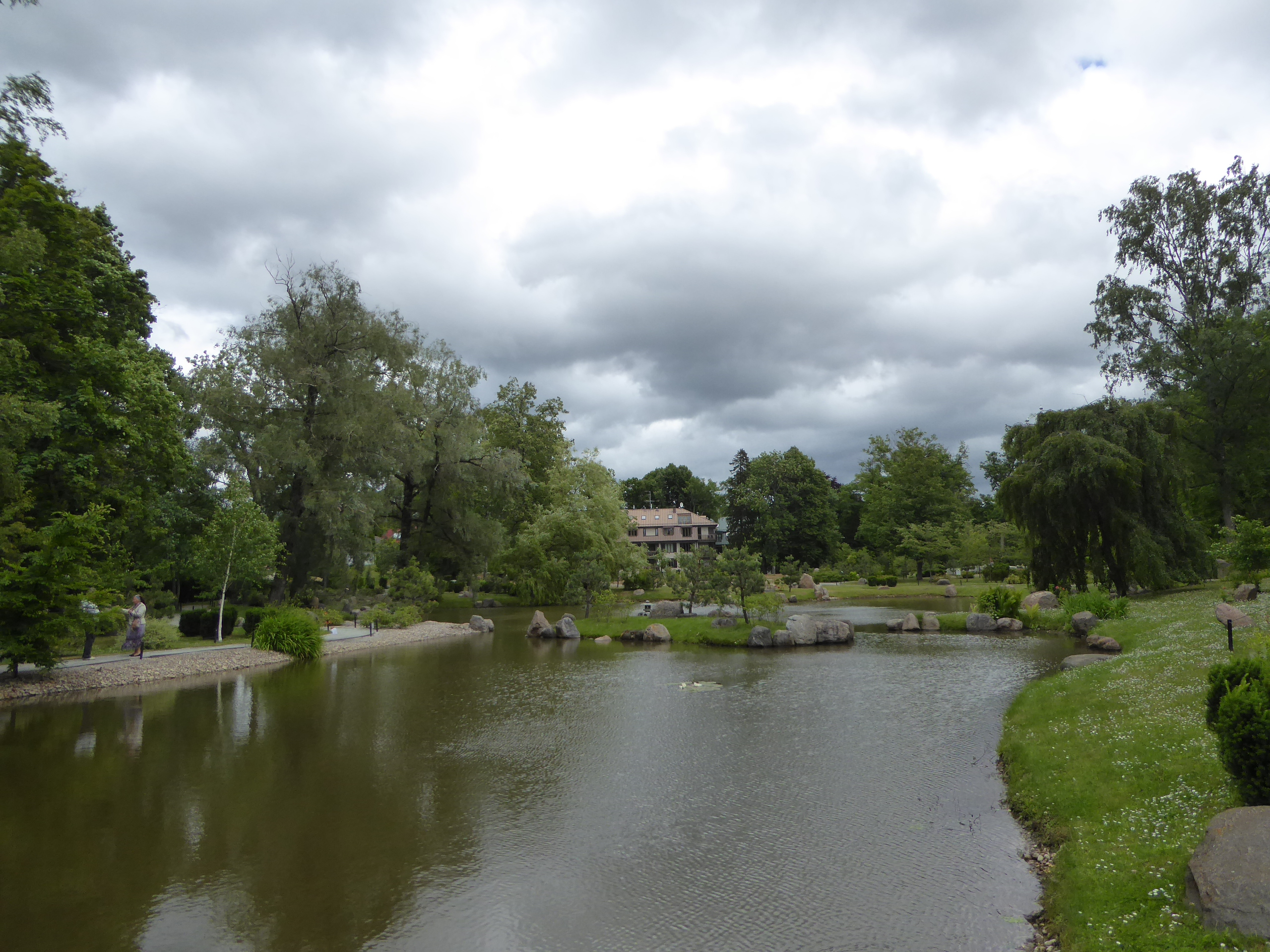
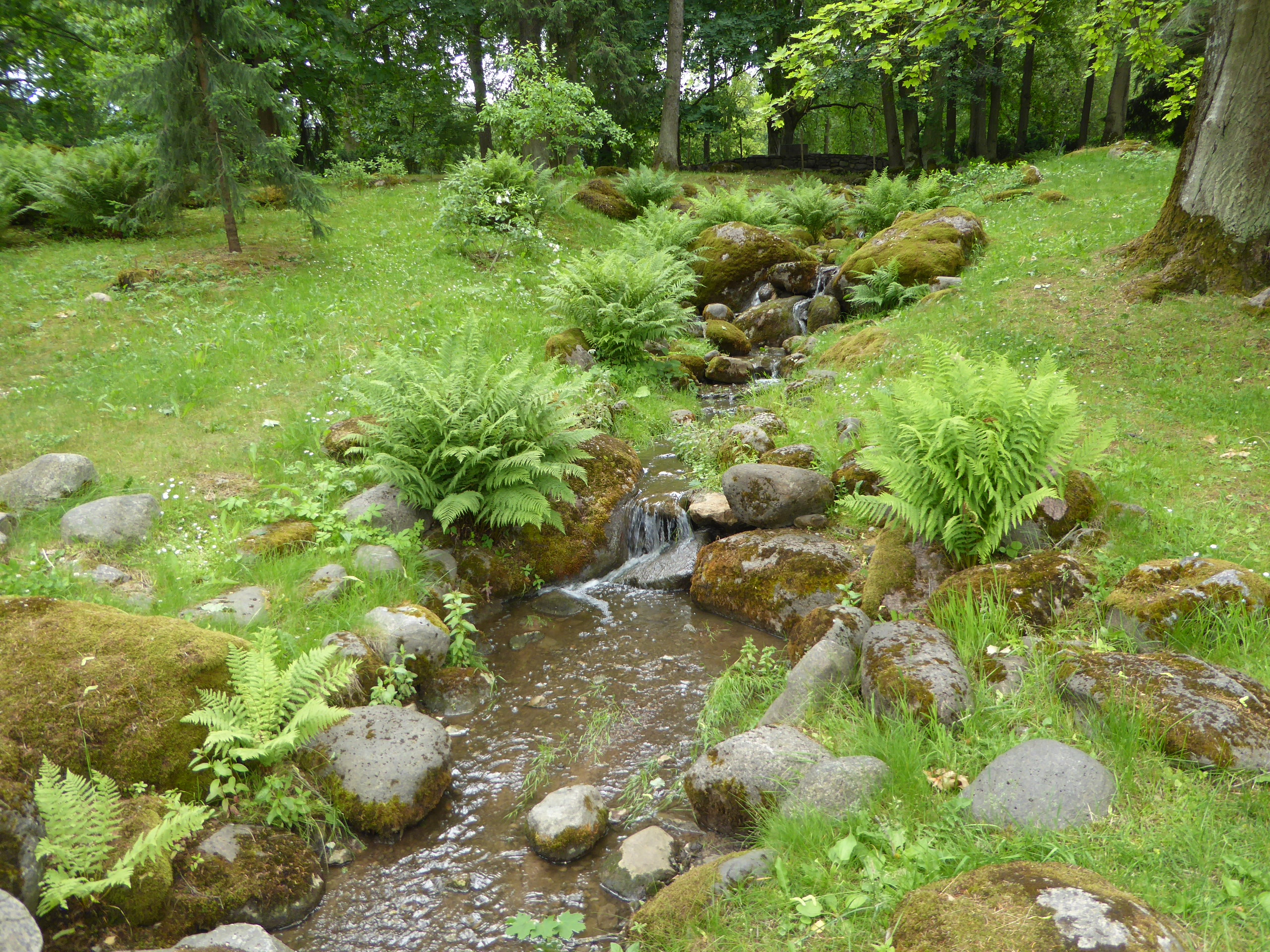

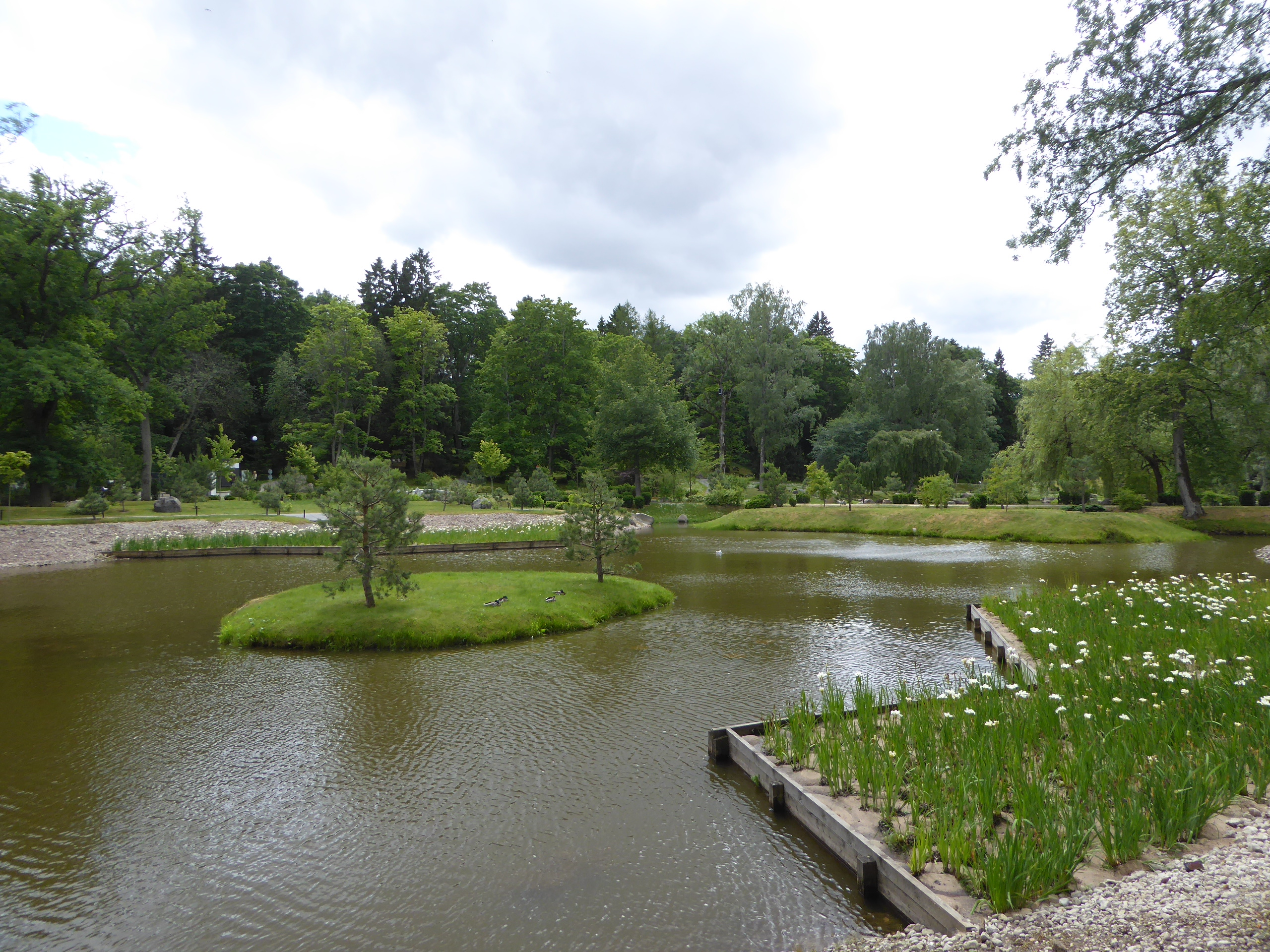
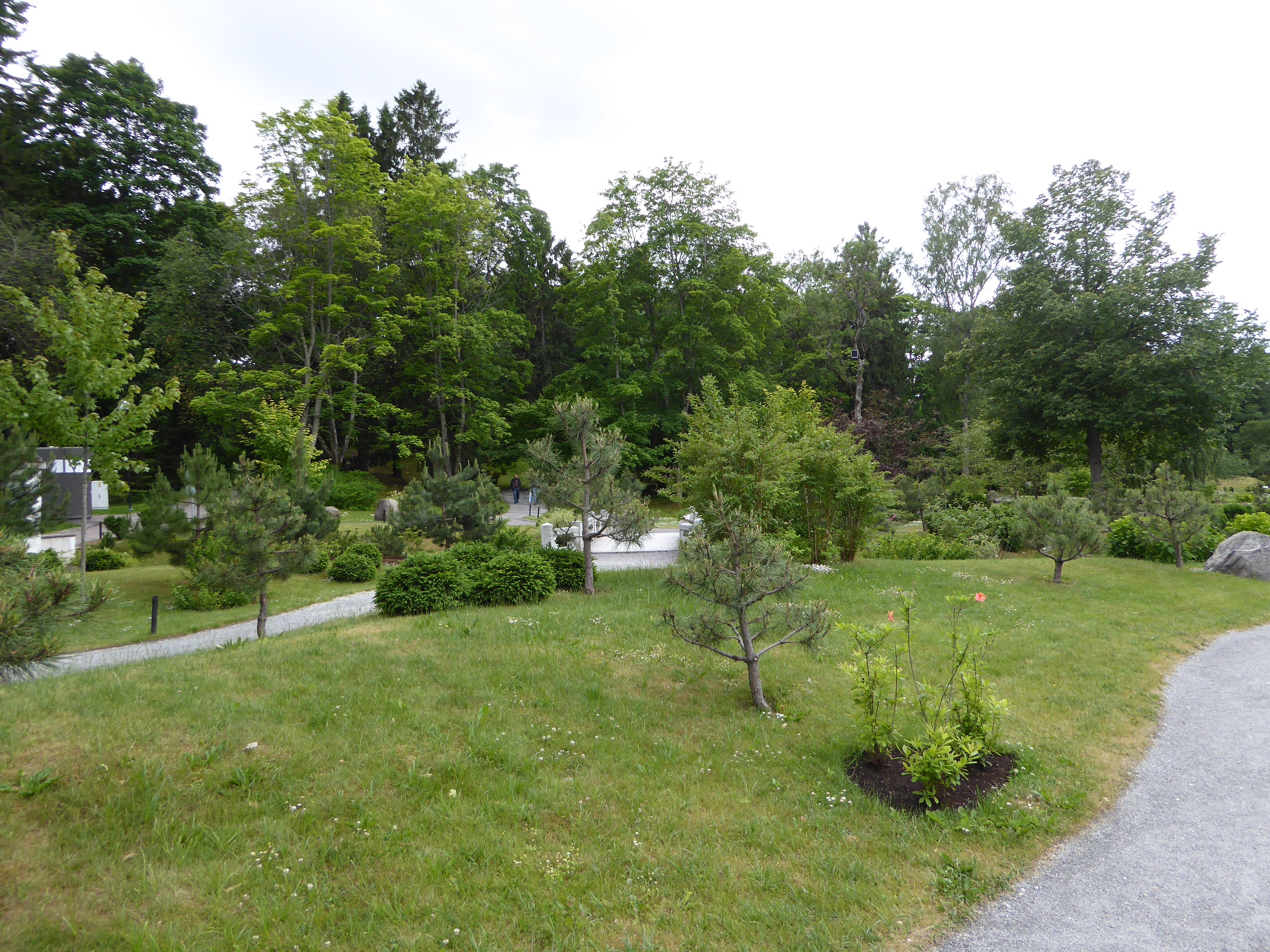
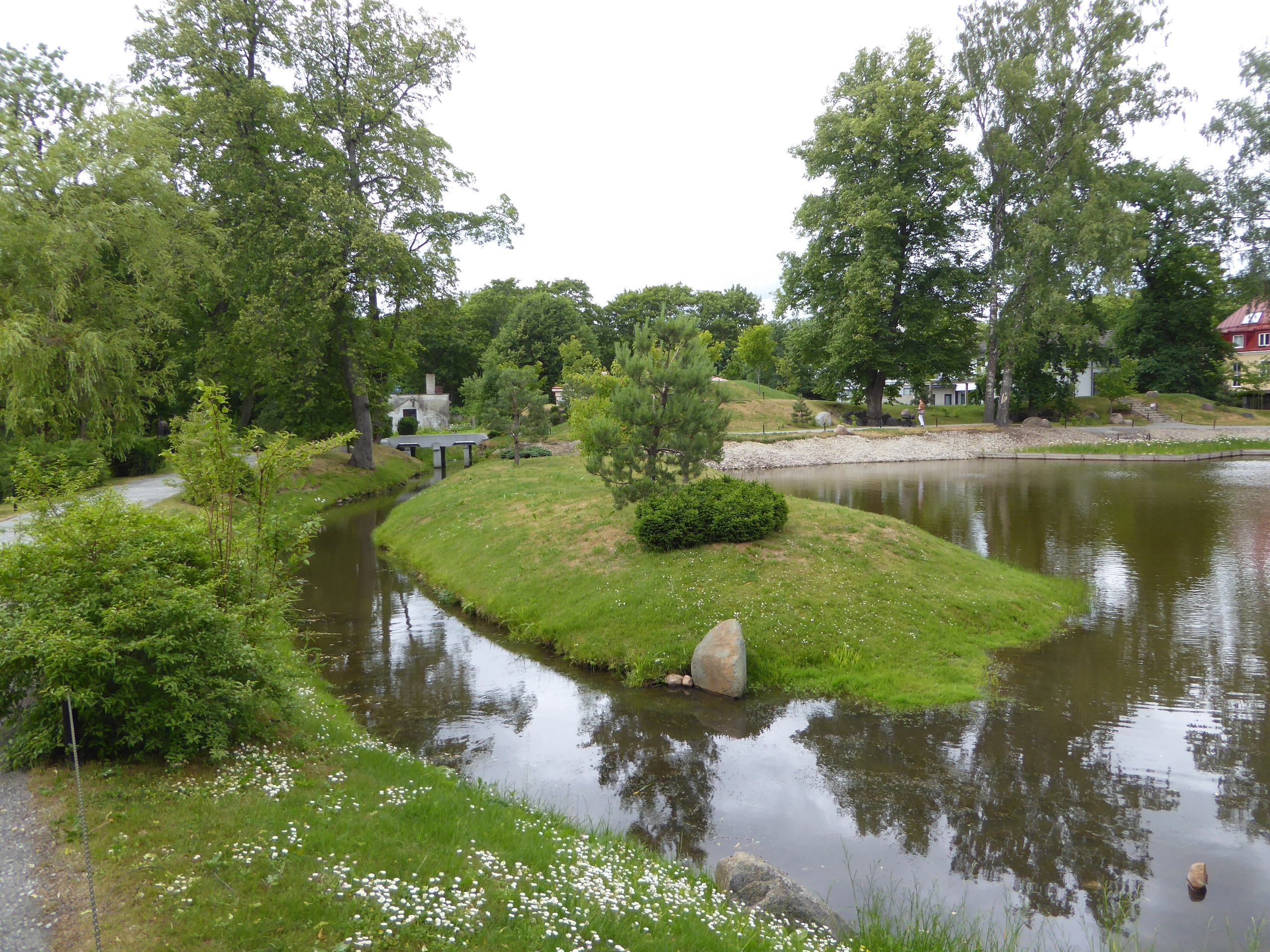